# Rösjön (Frustuna socken, Södermanland, 654401-158562)
Rösjön är en sjö i Gnesta kommun i Södermanland och ingår i Trosaåns huvudavrinningsområde.